# Oberbachern (Bergkirchen)
Oberbachern ist ein Gemeindeteil von Bergkirchen im oberbayerischen Landkreis Dachau. Das Kirchdorf liegt circa zwei Kilometer nördlich von Bergkirchen.
Bis zur Gebietsreform war Oberbachern eine selbständige Gemeinde, bestehend aus Oberbachern, Breitenau, Ried und Unterbachern mit (1970) 688 Einwohnern auf 914 ha.
Am 1. Mai 1978 wurden die bisher selbstständigen Gemeinden Eisolzried, Feldgeding, Lauterbach und Oberbachern aufgelöst und mit Gebietsteilen der aufgelösten Gemeinden Günding und Kreuzholzhausen zur neuen Gemeinde Bergkirchen zusammengefügt.

## Wirtschaft und Infrastruktur
Nördlich von Oberbachern wurde in den 1980er Jahren das rund zwei Hektar große Umspannwerk Oberbachern zwischen dem Höchstspannungsnetz und dem Hochspannungsnetz mit einer wichtigen Rolle für die Stromversorgung des Großraums München errichtet.

## Baudenkmäler
Siehe auch: Liste der Baudenkmäler in Oberbachern
- Katholische Filialkirche St. Jakobus